# The Flintstones: Surprise at Dinosaur Peak
The Flintstones: The Surprise at Dinosaur Peak är ett plattformsspel till NES, utvecklat och utgivet av Taito Corporation 1994, och baserat på Familjen Flinta.

### Fotnoter
1. 1 2 3 4 5 6  ”Release information”. GameFAQs. http://www.gamefaqs.com/nes/587284-the-flintstones-the-surprise-at-dinosaur-peak/data. Läst 13 juli 2010.
2. ↑  ”The Flintstones: Surprise at Dinosaur Peak”. NES DB. 25 mars 1994. Arkiverad från originalet den 11 mars 2015. https://web.archive.org/web/20150311182628/http://www.nesdb.se/game_more.php?id=530&rid=1. Läst 18 april 2014.